# UEFA Nations League 2020–21 (hạng đấu D)
UEFA Nations League 2020–21 Hạng D (tiếng Anh: 2020–21 UEFA Nations League D) là phân hạng thứ tư và thấp nhất của UEFA Nations League mùa giải 2020-21, mùa giải thứ hai của giải bóng đá quốc tế với sự tham gia từ các đội tuyển nam quốc gia của 55 hiệp hội thành viên của UEFA.

## Thể thức
Hạng D đã được rút gọn từ 16 xuống 7 đội. Giải đấu bao gồm các thành viên UEFA được xếp hạng từ 49–55 trong bảng xếp hạng tổng thể giải vô địch bóng đá các quốc gia châu Âu 2018–19, chia thành hai bảng (một bảng bốn đội và một bảng ba đội). Mỗi đội tuyển sẽ thi đấu 4 hoặc 6 trận đấu trong bảng của họ, theo thể thức vòng tròn hai lượt trên sân nhà và sân khách vào các ngày đấu gấp đôi vào tháng 9, tháng 10 và tháng 11 năm 2020. Đội đúng đầu của mỗi bảng sẽ giành quyền thăng Hạng C của UEFA Nations League 2022–23.

## Các đội tuyển

### Thay đổi đội tuyển
Dưới đây là thay đổi đội tuyển của Hạng D từ mùa giải 2018–19:
| Các đội thăng Hạng C                                              | Các đội thăng Hạng C | Các đội thăng Hạng C                                                                                    |
| ----------------------------------------------------------------- | --- | --- |
| Đội nhất bảng Hạng D: - Belarus - Gruzia - Kosovo - Bắc Macedonia | Các đội nhì bảng, vốn phải ở lại Hạng D nhưng sau đó được thăng Hạng C: - Armenia - Azerbaijan - Kazakhstan - Luxembourg | Đội đứng thứ 3 tốt nhất trong các bảng, vốn phải ở lại Hạng D nhưng sau đó được thăng Hạng C: - Moldova |

Dưới đây là những thay đổi đội tuyển ban đầu thiết lập xảy ra trong Hạng C, nhưng sau khi không có đội tuyển nào bị xuống hạng do thay đổi thể thức bởi UEFA:
| Ban đầu bị xuống Hạng D nhưng sau cùng được ở lại Hạng C |
| -------------------------------------------------------- |
| - Síp - Estonia - Litva - Slovenia                       |

### Hạt giống
Trong danh sách truy cập 2020–21, các đội tuyển được xếp hạng của UEFA dựa trên bảng xếp hạng tổng thể Giải vô địch bóng đá các quốc gia 2018–19, với một sửa đổi nhỏ: các đội tuyển ban đầu được xuống hạng trong mùa giải trước được xếp hạng ngay dưới các đội tuyển được thăng hạng trước khi thay đổi thể thức. Các nhóm hạt giống cho giai đoạn giải đấu đã được xác nhận vào ngày 4 tháng 12 năm 2019, và được dựa trên bảng xếp hạng danh sách truy cập.
| Đội tuyển      | Hạng |
| -------------- | ---- |
| Gibraltar      | 49   |
| Quần đảo Faroe | 50   |
| Latvia         | 51   |
| Liechtenstein  | 52   |

| Đội tuyển  | Hạng |
| ---------- | ---- |
| Andorra    | 53   |
| Malta      | 54   |
| San Marino | 55   |

Lễ bốc thăm cho giai đoạn giải đấu sẽ diễn ra vào ngày 3 tháng 3 năm 2020, lúc 18:00 CET, ở Amsterdam, Hà Lan. Mỗi bảng sẽ chứa một đội tuyển từ mỗi nhóm.

## Các bảng
Thời gian là CET/CEST, như được liệt kê bởi UEFA (giờ địa phương, nếu khác nhau, nằm trong dấu ngoặc đơn).

### Bảng 1
| VT | Đội                | ST | T | H | B | BT | BB | HS  | Đ  | Thăng hạng                |     | Quần đảo Faroe | Malta | Latvia | Andorra |
| -- | ------------------ | -- | - | - | - | -- | -- | --- | -- | ------------------------- | --- | -------------- | ----- | ------ | ------- |
| 1  | Quần đảo Faroe (P) | 6  | 3 | 3 | 0 | 9  | 5  | +4  | 12 | Thăng hạng đến Giải đấu C |     | —              | 3–2   | 1–1    | 2–0     |
| 2  | Malta              | 6  | 2 | 3 | 1 | 8  | 6  | +2  | 9  |                           |     | 1–1            | —     | 1–1    | 3–1     |
| 3  | Latvia             | 6  | 1 | 4 | 1 | 8  | 4  | +4  | 7  |                           | 1–1 | 0–1            | —     | 0–0    |         |
| 4  | Andorra            | 6  | 0 | 2 | 4 | 1  | 11 | −10 | 2  |                           | 0–1 | 0–0            | 0–5   | —      |         |

| Latvia | 0–0      | Andorra |
| ------ | -------- | ------- |
|        | Chi tiết |         |

| Quần đảo Faroe                                    | 3–2      | Malta                        |
| ------------------------------------------------- | -------- | ---------------------------- |
| - K. Olsen 25' - A. Olsen 87' - Hendriksson 90+1' | Chi tiết | - Degabriele 37' - Agius 73' |

| Andorra | 0–1      | Quần đảo Faroe |
| ------- | -------- | -------------- |
|         | Chi tiết | - K. Olsen 31' |

| Malta       | 1–1      | Latvia                   |
| ----------- | -------- | ------------------------ |
| - Nwoko 15' | Chi tiết | - Guillaumier 25' (l.n.) |

| Quần đảo Faroe | 1–1      | Latvia             |
| -------------- | -------- | ------------------ |
| - Færø 28'     | Chi tiết | - J. Ikaunieks 25' |

| Andorra | 0–0      | Malta |
| ------- | -------- | ----- |
|         | Chi tiết |       |

| Latvia | 0–1      | Malta        |
| ------ | -------- | ------------ |
|        | Chi tiết | - Borg 90+7' |

| Quần đảo Faroe     | 2–0      | Andorra |
| ------------------ | -------- | ------- |
| - K. Olsen 9', 33' | Chi tiết |         |

| Malta                                                  | 3–1      | Andorra    |
| ------------------------------------------------------ | -------- | ---------- |
| - E. García 56' (l.n.) - Degabriele 59' - Dimech 90+3' | Chi tiết | - Rebés 3' |

| Latvia       | 1–1      | Quần đảo Faroe     |
| ------------ | -------- | ------------------ |
| - Kamešs 59' | Chi tiết | - G. Vatnhamar 60' |

| Andorra | 0–5      | Latvia                                                                                   |
| ------- | -------- | ---------------------------------------------------------------------------------------- |
|         | Chi tiết | - Černomordijs 6' - J. Ikaunieks 57', 60' - Gutkovskis 70' (ph.đ.) - Krollis 90' (ph.đ.) |

| Malta             | 1–1      | Quần đảo Faroe |
| ----------------- | -------- | -------------- |
| - Guillaumier 54' | Chi tiết | - Jónsson 70'  |

### Bảng 2
| VT | Đội           | ST | T | H | B | BT | BB | HS | Đ | Thăng hạng                |     | Gibraltar | Liechtenstein | San Marino |
| -- | ------------- | -- | - | - | - | -- | -- | -- | - | ------------------------- | --- | --------- | ------------- | ---------- |
| 1  | Gibraltar (P) | 4  | 2 | 2 | 0 | 3  | 1  | +2 | 8 | Thăng hạng đến Giải đấu C |     | —         | 1–1           | 1–0        |
| 2  | Liechtenstein | 4  | 1 | 2 | 1 | 3  | 2  | +1 | 5 |                           |     | 0–1       | —             | 0–0        |
| 3  | San Marino    | 4  | 0 | 2 | 2 | 0  | 3  | −3 | 2 |                           | 0–0 | 0–2       | —             |            |

| Gibraltar      | 1–0      | San Marino |
| -------------- | -------- | ---------- |
| - Torrilla 43' | Chi tiết |            |

| San Marino | 0–2      | Liechtenstein                      |
| ---------- | -------- | ---------------------------------- |
|            | Chi tiết | - Hasler 3' (ph.đ.) - Y. Frick 14' |

| Liechtenstein | 0–1      | Gibraltar     |
| ------------- | -------- | ------------- |
|               | Chi tiết | - De Barr 10' |

| Liechtenstein | 0–0      | San Marino |
| ------------- | -------- | ---------- |
|               | Chi tiết |            |

| San Marino | 0–0      | Gibraltar |
| ---------- | -------- | --------- |
|            | Chi tiết |           |

| Gibraltar             | 1–1      | Liechtenstein  |
| --------------------- | -------- | -------------- |
| - Frommelt 17' (l.n.) | Chi tiết | - N. Frick 44' |

## Danh sách cầu thủ ghi bàn
4 bàn
- Klæmint Olsen

3 bàn
- Jānis Ikaunieks

2 bàn
- Jurgen Degabriele

1 bàn
- Marc Rebés
- Odmar Færø
- Brandur Hendriksson
- Ári Jónsson
- Andreas Olsen
- Gunnar Vatnhamar
- Tjay De Barr
- Graeme Torrilla
- Antonijs Černomordijs
- Vladislavs Gutkovskis
- Vladimirs Kamešs
- Raimonds Krollis
- Noah Frick
- Yanik Frick
- Nicolas Hasler
- Andrei Aguis
- Steve Borg
- Shaun Dimech
- Matthew Guillaumier
- Kyrian Nwoko

1 bàn phản lưới nhà
- Emili García (trong trận gặp Malta)
- Noah Frommelt (trong trận gặp Gibraltar)
- Matthew Guillaumier (trong trận gặp Latvia)

## Bảng xếp hạng tổng thể
16 đội tuyển của Giải đấu C sẽ được xếp hạng từ hạng 49 đến hạng 55 tổng thể trong Giải vô địch bóng đá các quốc gia châu Âu 2020–21 theo các quy tắc sau đây:
- Các đội đứng nhất các bảng được xếp từ thứ 49 đến thứ 50 theo kết quả giai đoạn giải đấu, không xét kết quả với đội xếp thứ 4.
- Các đội đứng thứ hai ở các bảng được xếp từ thứ 51 đến thứ 52 theo kết quả giai đoạn giải đấu, không xét kết quả với đội xếp thứ 4.
- Các đội đứng thứ ba ở các bảng được xếp từ thứ 53 đến thứ 54 theo kết quả giai đoạn giải đấu, không xét kết quả với đội xếp thứ 4.
- Đội đứng thứ 4 trong bảng D1 được xếp hạng 55.

| Hạng | Bg | Đội            | ST | T | H | B | BT | BB | HS  | Đ |
| ---- | -- | -------------- | -- | - | - | - | -- | -- | --- | - |
| 49   | D2 | Gibraltar      | 4  | 2 | 2 | 0 | 3  | 1  | +2  | 8 |
| 50   | D1 | Quần đảo Faroe | 4  | 1 | 3 | 0 | 6  | 5  | +1  | 6 |
|      |    |                |    |   |   |   |    |    |     |   |
| 51   | D2 | Liechtenstein  | 4  | 1 | 2 | 1 | 3  | 2  | +1  | 5 |
| 52   | D1 | Malta          | 4  | 1 | 2 | 1 | 5  | 5  | 0   | 5 |
|      |    |                |    |   |   |   |    |    |     |   |
| 53   | D1 | Latvia         | 4  | 0 | 3 | 1 | 3  | 4  | −1  | 3 |
| 54   | D2 | San Marino     | 4  | 0 | 2 | 2 | 0  | 3  | −3  | 2 |
|      |    |                |    |   |   |   |    |    |     |   |
| 55   | D1 | Andorra        | 6  | 0 | 2 | 4 | 1  | 11 | −10 | 2 |